# アレッポトウガラシ
アレッポトウガラシ(Aleppo pepper、アラビア語: فلفل حلبي)は、特に中近東料理や地中海料理でスパイスとした用いられるトウガラシである。ハラビートウガラシ(Halaby pepper)としても知られ、ワインレッド色に熟したものを半乾燥させ、種子を取り除いてから粗挽きにして用いる。シリア北部の古い都市であるアレッポに因んで名付けられ、シリア及びトルコで見られる。
20世紀になるまで、アメリカ合衆国ではアルメニア、シリア、トルコからの移民コミュニティの中以外ではほとんど見られなかった。Los Angeles誌によると、アメリカ合衆国で広く見られるようになったのは、1994年のポーラ・ウルファートの著書The Cooking of the Eastern Mediterraneanがきっかけとされる。

## 特徴
アレッポトウガラシの辛さは穏やかで、スコヴィル値は約10,000である。果物やクミンのような風味を持つ。味はポブラノに近いが、油分が多く、乾燥過程で用いる食塩の味を感じる。辛さはゆっくりと感じ始め、レーズンのような風味も持つ。「乾燥トマトのような香り」であるとも言われる。

## 利用
一般的には、粗挽きの粉末状にして用いる。他の粉末赤唐辛子とは異なり、辛さを和らげるために内果肉や種子は含まない。赤唐辛子やパプリカ粉末の代用として用いる。
メゼの料理に良く用いられる。